# Pinus sibirica
Pinus sibirica eller Sibirisk cembratall är en tallväxtart som beskrevs av Du Tour. Pinus sibirica ingår i släktet tallar, och familjen tallväxter. Inga underarter finns listade i Catalogue of Life.
Utbredningsområdet sträcker sig över östra Ryssland, Kazakstan, Mongoliet och norra Kina. Arten växer i kulliga regioner och i bergstrakter mellan 100 och 2400 meter över havet. I låglandet hittas den oftast tillsammans med Pinus sylvestris, Larix gmelinii eller Larix sibirica och Betula pendula. I torra regioner växer den intill Abies sibirica och Picea obovata. exemplaren har en långsam utveckling och några individer lever 850 år. De ätliga frön är näring för regionens befolkning, däggdjur och fåglar. Nötkråka skapar gömmor med frön och hjälper vid tallens spridning.
För beståndet är inga hot kända. Hela populationen anses vara stabil. IUCN kategoriserar arten globalt som livskraftig.

## Bildgalleri

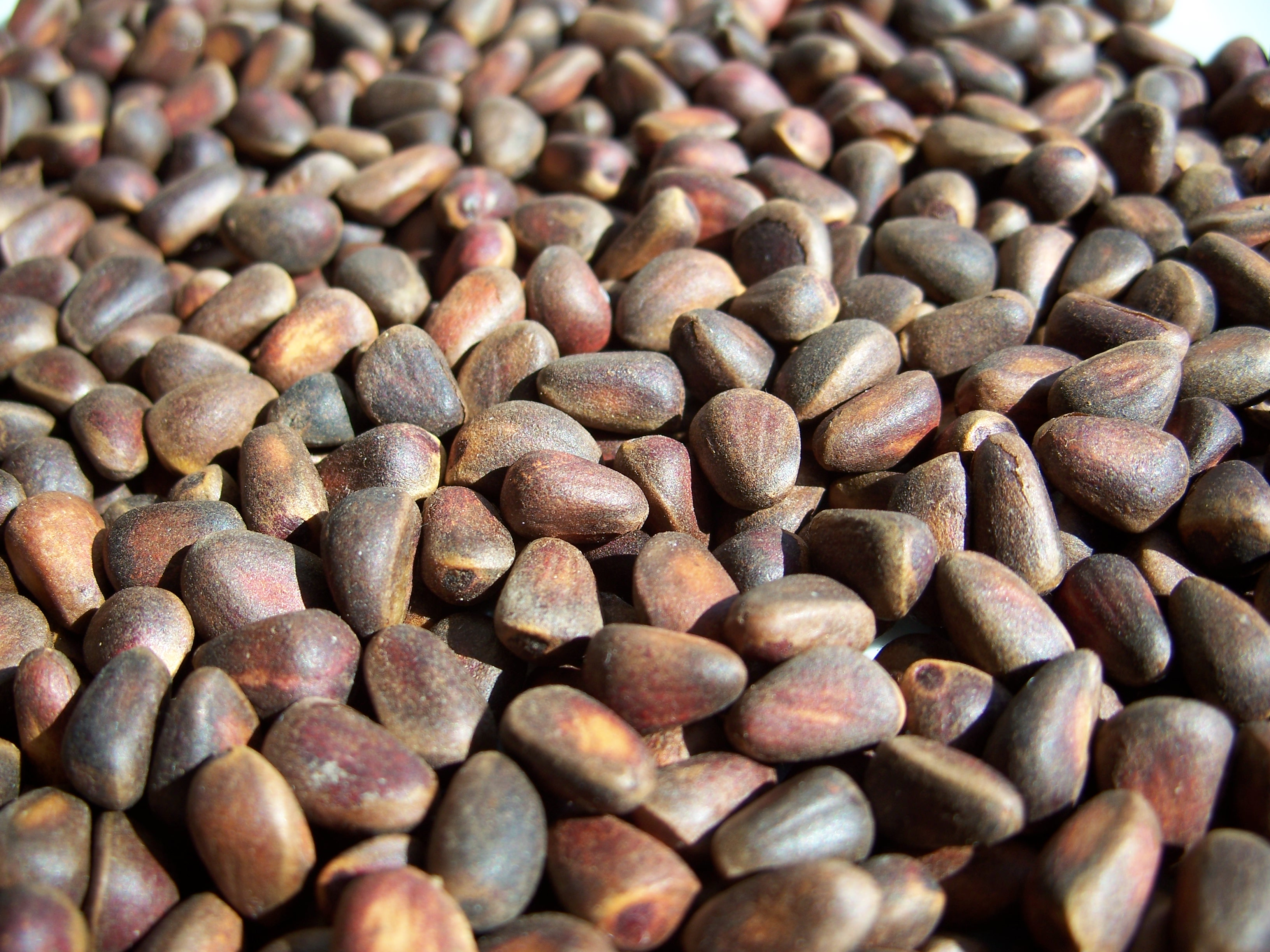
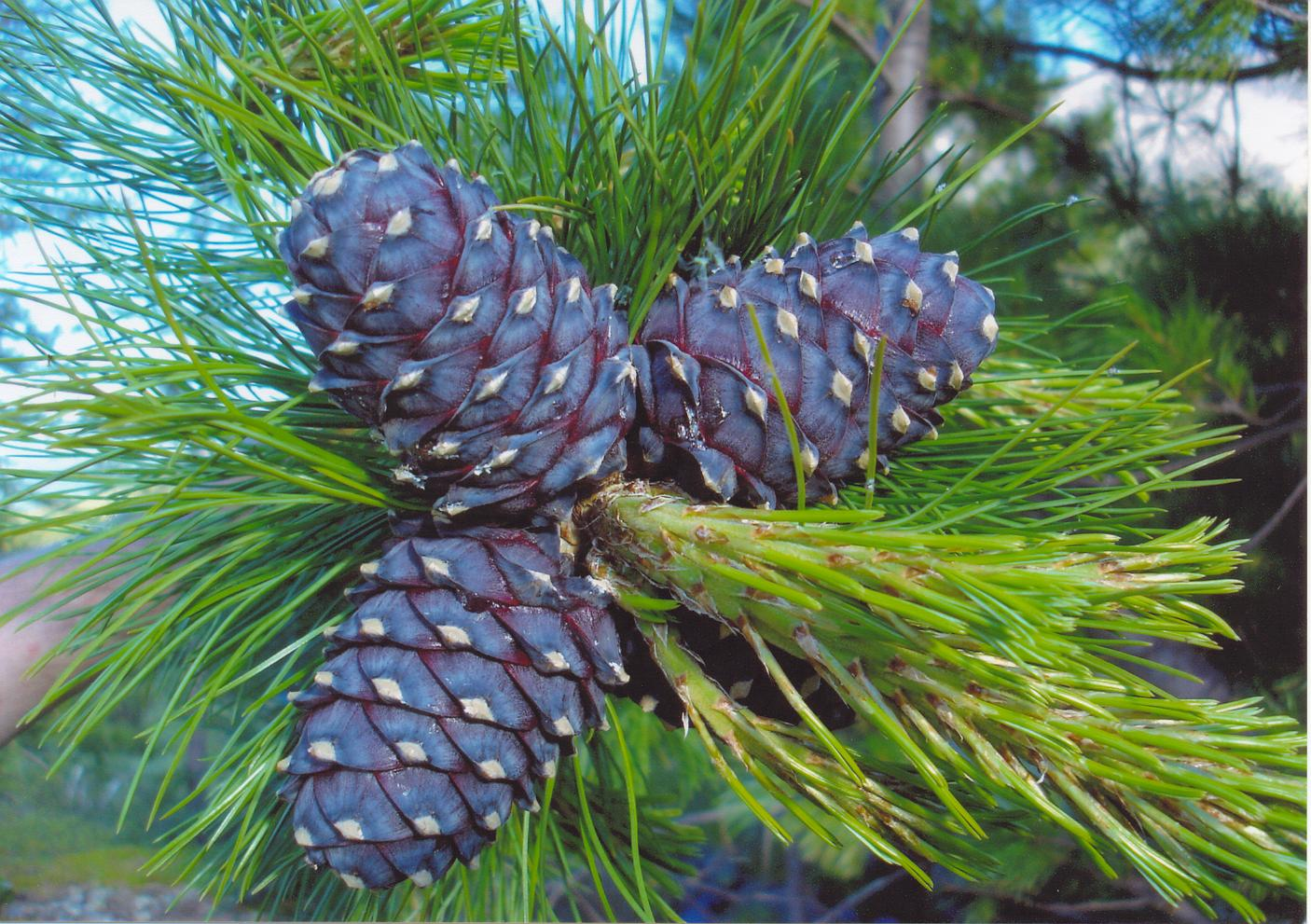
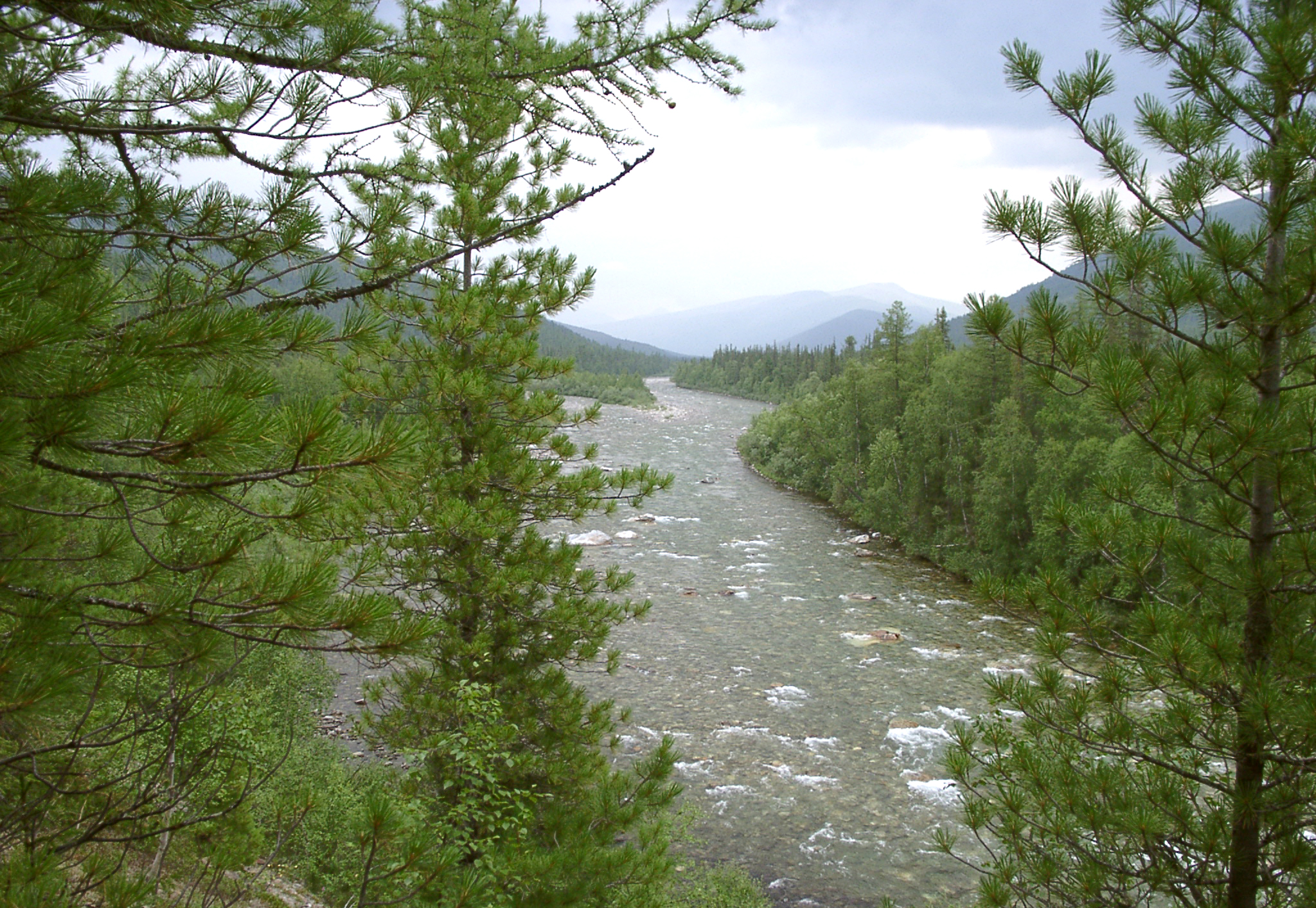
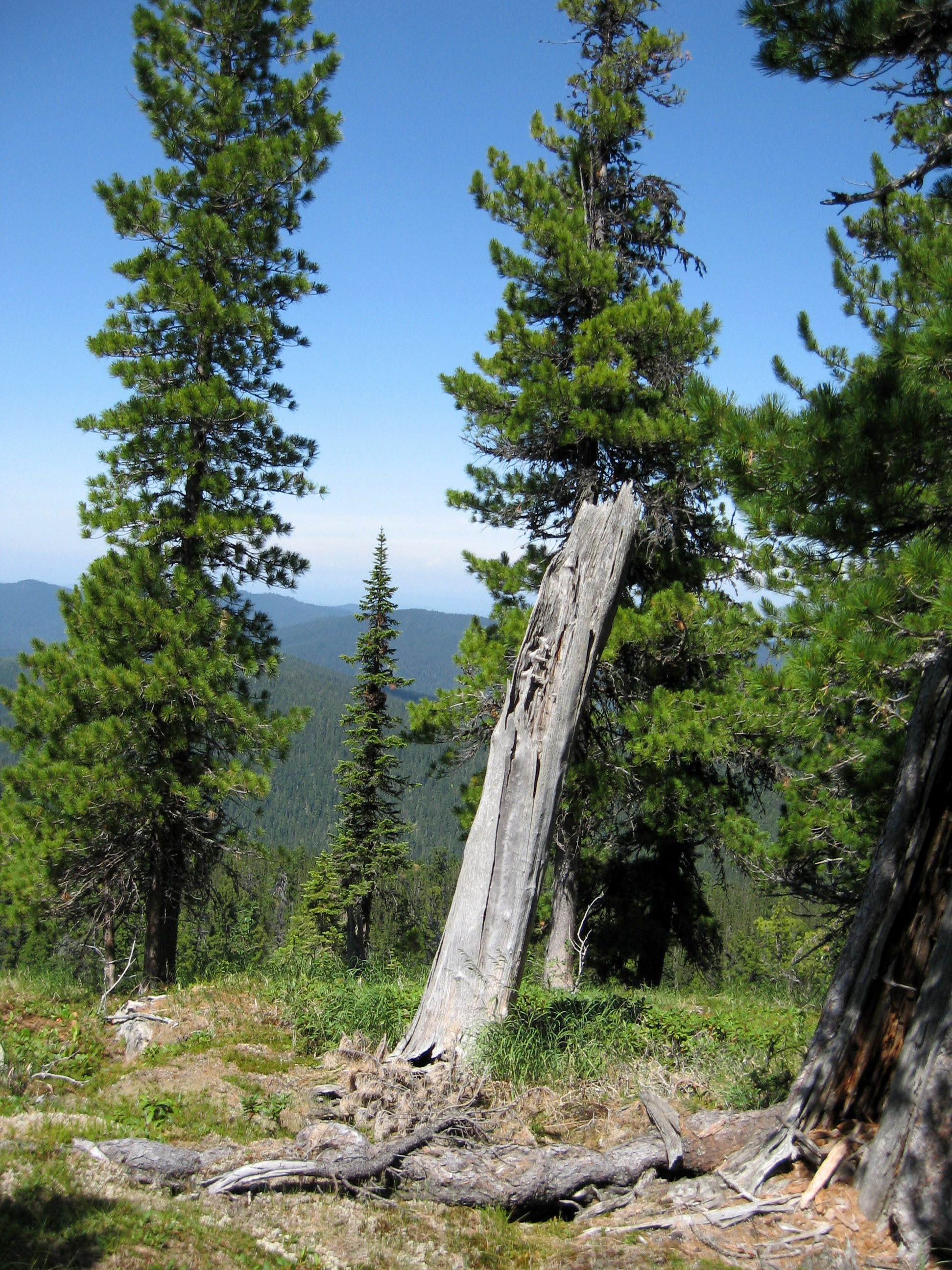
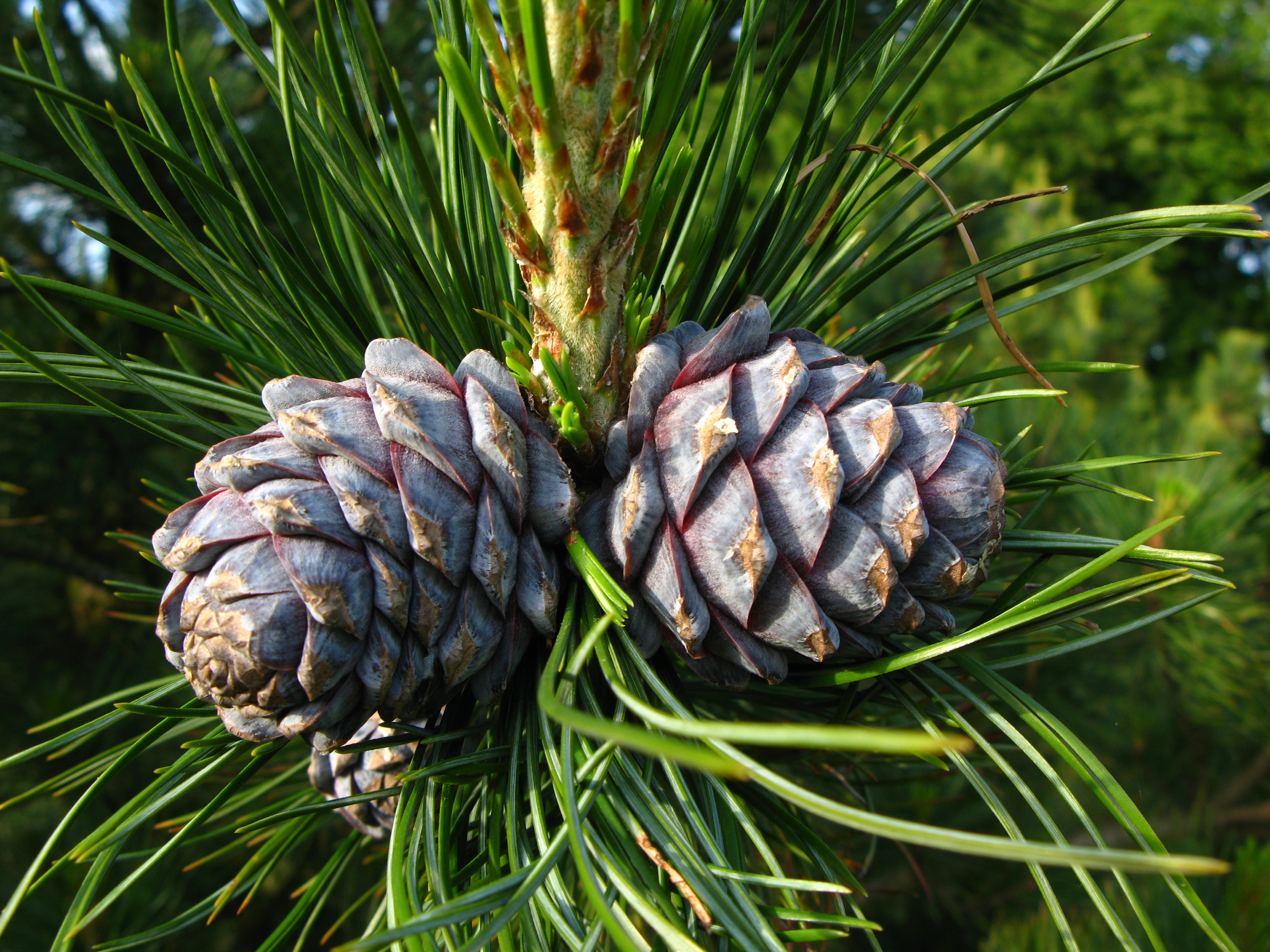
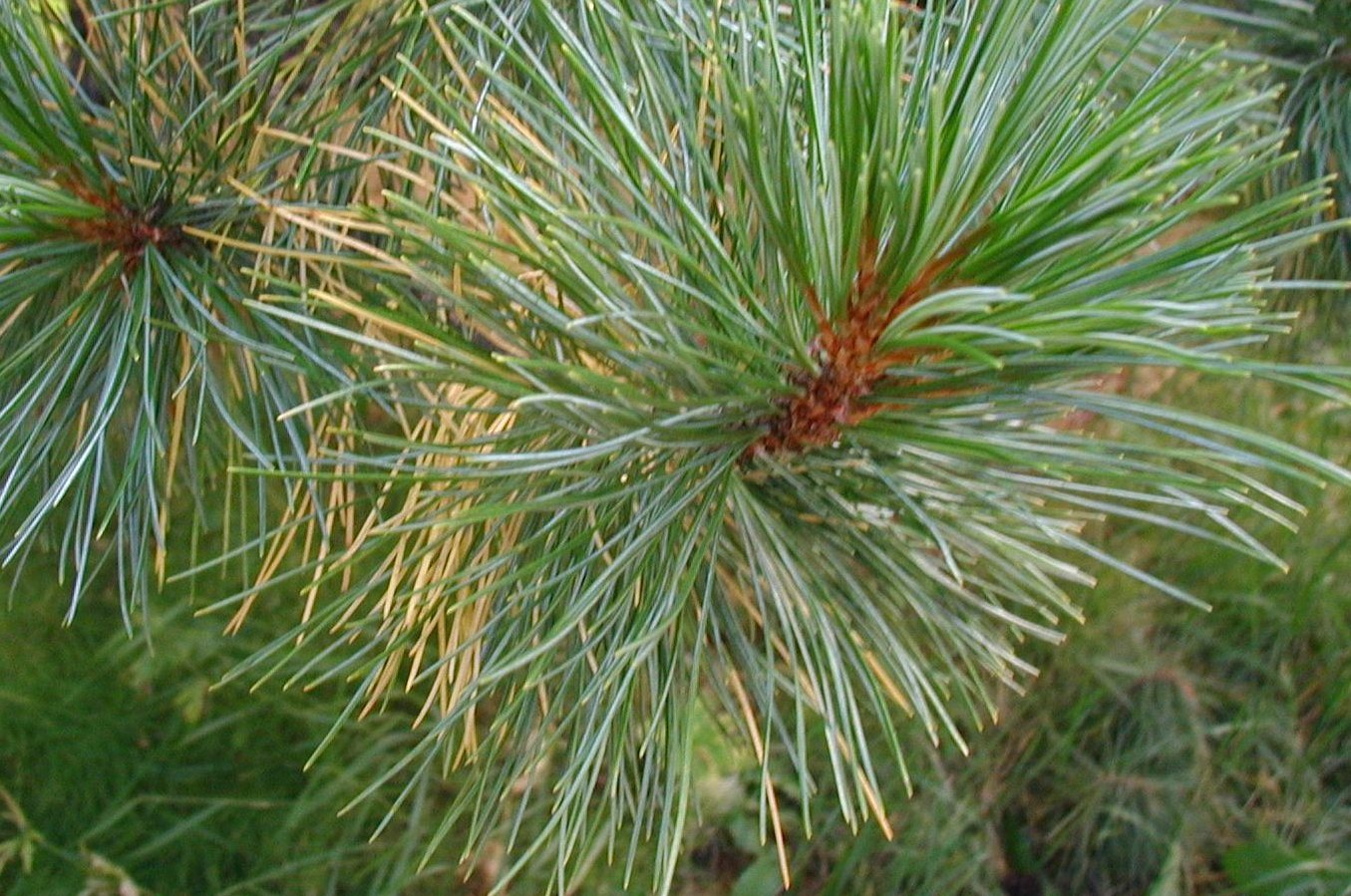